# Stelling van Baker
In de transcendentietheorie, een deelgebied van de wiskunde, geeft de stelling van Baker een ondergrens voor lineaire combinaties van logaritmen van algebraïsche getallen. 
De stelling is bewezen door en vernoemd naar de Britse wiskundige Alan Baker. De stelling van Baker verzamelde vele  eerdere resultaten in de transcendentale getaltheorie en loste een probleem op dat bijna vijftien jaar eerder door Aleksander Gelfond was gesteld. Baker gebruikte dit om de transcendentie van veel getallen te bewijzen, om doeltreffende grenzen af te leiden voor de oplossingen van sommige diofantische vergelijkingen en om het probleem op te lossen van het vinden van alle imaginaire kwadratische velden met klassegetal 1.

## Geschiedenis
Om de notatie te vereenvoudigen introduceren we de verzameling {\displaystyle L} van logaritmen van niet-nulzijnde algebraïsche getallen, dat is
{\displaystyle L=\{\lambda \in \mathbb {C} :e^{\lambda }\in {\overline {\mathbb {Q} }}^{\times }\}.}
Met behulp van deze notatie kunnen verschillende resultaten in de transcendentale getaltheorie veel makkelijker onder woorden worden gebracht, bijvoorbeeld de stelling van Hermite-Lindemann wordt de verklaring dat elk niet-nul element van {\displaystyle L} transcendent is.
In 1934 bewezen Aleksander Gelfond en Theodor Schneider onafhankelijk van elkaar de stelling van Gelfond-Schneider. Dit resultaat wordt meestal als volgt geformuleerd: als {\displaystyle a} algebraïsch en niet gelijk is aan 0 of 1, en als {\displaystyle b} algebraïsch en irrationeel is, dan is {\displaystyle a^{b}} transcendent. Op gelijkwaardige wijze zegt de stelling dat als {\displaystyle \lambda _{1}} en {\displaystyle \lambda _{2}} elementen van {\displaystyle L} zijn, die lineair onafhankelijk zijn over de rationale getallen, dat zij dan ook lineair onafhankelijk zijn over de algebraïsche getallen. Dus als {\displaystyle \lambda _{1}} en {\displaystyle \lambda _{2}\neq 0} elementen van {\displaystyle L} zijn, dan is het quotiënt {\displaystyle \lambda _{1}/\lambda _{2}} ofwel een rationaal ofwel een transcendent getal, het kan echter geen  algebraïsch irrationaal getal, zoals √2, zijn.
Hoewel het bewijzen van dit resultaat van "rationale lineaire onafhankelijkheid algebraïsche lineaire onafhankelijkheid impliceert" voor twee elementen van {\displaystyle L} voldoende was voor zijn en Schneiders resultaat, Gelfond voelde dat het cruciaal was om dit resultaat uit te breiden tot willekeurig veel elementen van {\displaystyle L}. Uit Gelfond, 1952

…men mag aannemen ... dat het meest urgente probleem in de theorie van transcendente getallen het onderzoek is naar de  maten van transcendentie van eindige verzamelingen van logaritmen van algebraïsche getallen.

Dit probleem werd veertien jaar later door Alan Baker opgelost en heeft sindsdien talloze toepassingen gevonden, niet alleen in de  transcendentietheorie maar ook in de algebraïsche getaltheorie en de studie van diofantische vergelijkingen. Baker kreeg in 1970 de Fieldsmedaille voor zowel dit werk als de toepassingen daarvan in de diofantische vergelijkingen.

## Stelling
Met de bovenstaande notatie is de stelling van Baker een veralgemening van de stelling van Gelfond-Schneider. Concreet luidt de stelling als volgt:
Als {\displaystyle \lambda _{1},\ldots \lambda _{n}} elementen van {\displaystyle L} zijn die lineair onafhankelijk zijn over de rationale getallen, dan geldt voor alle algebraïsche getallen {\displaystyle \beta _{0},\beta _{1},\ldots \beta _{n}} die niet alle gelijk zijn aan 0, hebben wij
{\displaystyle \quad |\beta _{0}+\beta _{1}\lambda _{1}+\ldots +\beta _{n}\lambda _{n}|>H^{-C}}
waarin {\displaystyle H} het maximum van de hoogten van de {\displaystyle \beta }'s en {\displaystyle C} een effectief berekenbaar getal is, dat afhangt van {\displaystyle n,} de {\displaystyle \lambda }'s en het maximum {\displaystyle d} van de graden van {\displaystyle \beta }'s. (Als {\displaystyle \beta _{0}} ongelijk is aan nul, kan de veronderstelling dat de {\displaystyle \lambda }'s lineair onafhankelijk zijn, vervallen). In het bijzonder is dit getal ongelijk aan nul, dus zijn 1 en de {\displaystyle \lambda }'s lineair onafhankelijk over de algebraïsche getallen.